# Осадчий, Денис Матвеевич
Денис Матвеевич Осадчий (1899-1944) — гвардии полковник Рабоче-крестьянской Красной Армии, участник Великой Отечественной войны, Герой Советского Союза (1945).

## Биография
Денис Осадчий родился 25 октября 1899 года в селе Витязевка (ныне — Кропивницкий район Кировоградской области Украины). Окончил семь классов школы. В декабре 1918 года Осадчий был призван на службу в Рабоче-крестьянскую Красную Армию. Участвовал в боях Гражданской войны. В 1928 году Осадчий окончил Закавказскую военную школу, в 1940 году — курсы усовершенствования командного состава. С начала Великой Отечественной войны — на её фронтах, в боях два раза был ранен.
К августу 1944 года гвардии полковник Денис Осадчий командовал 6-й гвардейской мотострелковой бригадой 5-го гвардейского танкового корпуса 6-й танковой армии 2-го Украинского фронта. Отличился во время освобождения Румынии. Бригада Осадчего внесла большой вклад в освобождении румынских городов Васлуй, Текуч, Фокшани, Рымникул-Сэрат, Плоешти, Орадя. 14 октября 1944 года Осадчий погиб в бою под городом Сент-Петерсва в Венгрии. Похоронен в городе Бельцы в Молдавии.
Указом Президиума Верховного Совета СССР от 28 апреля 1945 года за «образцовое выполнение боевых заданий командования на фронте борьбы с немецкими захватчиками и проявленные при этом мужество и героизм» гвардии полковник Денис Осадчий посмертно был удостоен высокого звания Героя Советского Союза. Также был награждён орденом Ленина, тремя орденами Красного Знамени и рядом медалей. Навечно зачислен в списки личного состава воинской части.